# Schirpenberg
Schirpenberg ist eine Ortslage in der bergischen Großstadt Solingen.

## Lage und Beschreibung
Schirpenberg befindet sich im äußersten Westen des Stadtbezirks Burg/Höhscheid unmittelbar an der Grenze zu Aufderhöhe. Der Ort gehört zum Stadtteil Höhscheid und liegt am Rande eines Bergsporns nordöstlich der Mündung des Höhscheider Bachs in den Nacker Bach. Die wenigen zu dem Ort gehörenden Gebäude liegen versteckt hinter einer Kurve der Bundesstraße 229, der Neuenkamper Straße, die Brücke mit Höhscheid verbindet. Sie sind erreichbar über eine nach dem Ort benannten Stichstraße und werden in Richtung der Bundesstraße durch ein Waldgebiet verdeckt. Nach Süden ist der Ort von landwirtschaftlichen Flächen umgeben, das Gelände fällt dort in das Höhscheider Bachtal ab.  
Benachbarte Orte sind bzw. waren (von Nord nach West): Nöhrenhaus, Neuenhauser Kotten, Bernskotten, Neuenhaus, Untenhöhscheid, Irler Hof, Kohlsberg, Brachen, Brücke und Nöhrenkotten. 

## Etymologie
Die Ortsbezeichnung ist abgeleitet von dem Familiennamen der adeligen Familie von Schirp. Diese besaß im Bereich des unteren Nacker Bachtals seit dem 14. Jahrhundert einige Ländereien, darunter auch den Rittersitz Haus Schirpenbruch und das Gebiet um den Schirpenberg, das bis heute ihren Namen trägt.

## Geschichte
Der Ort kann bis in das 14. Jahrhundert zurückverfolgt werden, die urkundliche Ersterwähnung erfolgte als Schirpenberghe im Jahre 1388.:1 Im Zehntverzeichnis der Abtei Altenberg von 1488 ist der Ort als Skyrpenbergh benannt. Im Jahre 1715 ist er in der Karte Topographia Ducatus Montani, Blatt Amt Solingen, von Erich Philipp Ploennies mit einer Hofstelle verzeichnet und bereits als Schirpenberg benannt. Die Topographische Aufnahme der Rheinlande von 1824 verzeichnet den Ort ohne Namen und die Preußische Uraufnahme von 1844 als Schirpenberg. In der Topographischen Karte des Regierungsbezirks Düsseldorf von 1871 ist der Ort hingegen nicht verzeichnet.
Schirpenberg wurde in den Ortsregistern der Honschaft Höhscheid innerhalb des Amtes Solingen geführt. Nach Gründung der Mairien und späteren Bürgermeistereien 1808 gehörte der Ort zur Bürgermeisterei Höhscheid, die 1856 zur Stadt erhoben wurde und lag dort in der Flur VII. Höhe. 
Mit der Städtevereinigung zu Groß-Solingen im Jahre 1929 wurde Schirpenberg in die neue Großstadt Solingen eingemeindet.